# Totalverweigerung

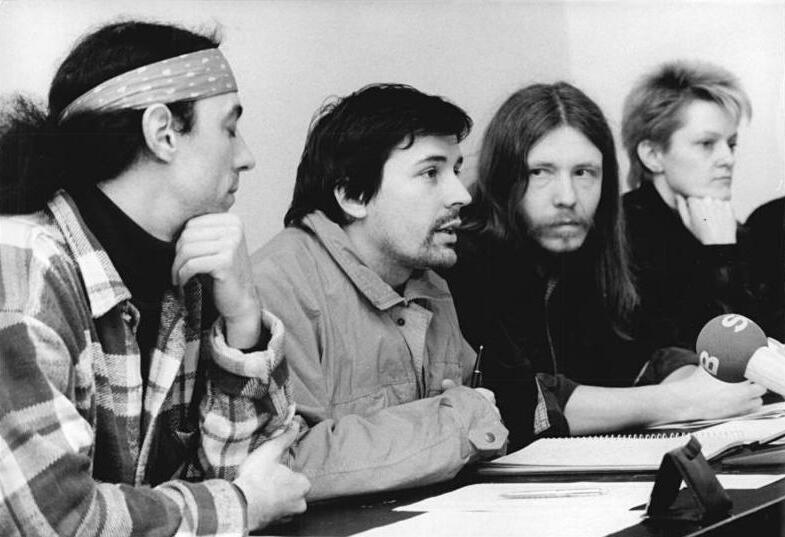
Renate Künast (ganz rechts) als Teilnehmerin einer Pressekonferenz von Totalverweigerern am 17. Januar 1990 in Berlin

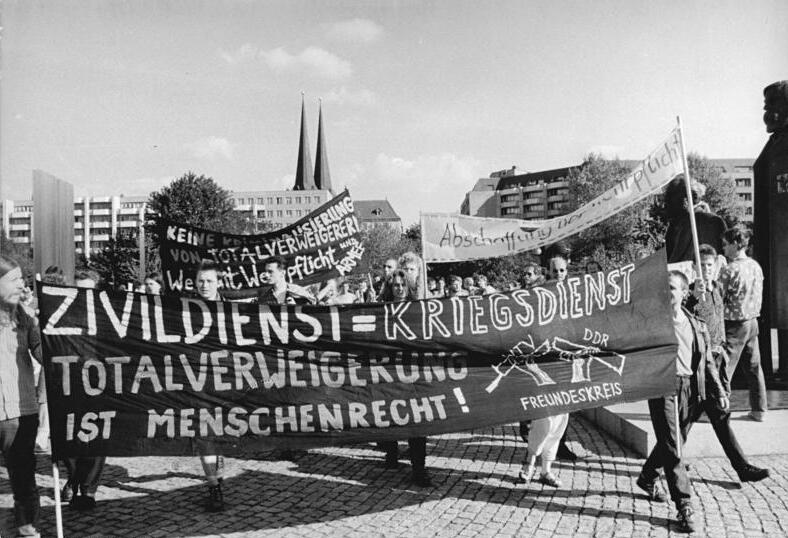
Demonstration in der DDR am 3. Mai 1990 in Berlin für eine Abschaffung der Wehrpflicht und das Recht auf eine Totalverweigerung

Als Totalverweigerung oder genauer totale Kriegsdienstverweigerung (TKDV) bezeichnet man in Deutschland die Verweigerung jeder öffentlichen Dienstverpflichtung, insbesondere des Militärdienstes (Wehrdienst) und aller denkbaren Ersatzdienste (Zivildienst). Damit geht die Totalverweigerung über das im deutschen Grundgesetz im Art. 4 gewährleistete Recht auf Kriegsdienstverweigerung aus Gewissensgründen hinaus.
Die Verweigerung der von einem Staat bzw. einer staatlichen Instanz auferlegten allgemeinen Wehrpflicht ist Protest und Zurückweisung gegen das, was von den Totalverweigerern als „staatlicher Zwangsdienst“ und „staatliche Bevormundung“ grundsätzlich abgelehnt wird. Sie betrachten die TKDV als eine Form des zivilen Ungehorsams. In Ländern mit Wehrpflicht ist diese Form der Verweigerung mit strafrechtlichen Konsequenzen belegt.

## Motive
Es gibt hierfür unterschiedliche Motive: zum Beispiel religiöse und politische Überzeugungen, die meist wie bei der normalen Kriegsdienstverweigerung auch mit persönlichen Gewissensgründen untermauert werden. Oft entspringen diese Überzeugungen einer anarchistischen oder pazifistischen Grundhaltung, die nicht nur direkte Gewalt ablehnt, sondern auch deren indirekte Form, die von vielen Totalverweigerern in hierarchischen Strukturen schlechthin wahrgenommen wird (vgl. auch Anarchopazifismus).
Ein häufiges Motiv zur Totalverweigerung ist die Auffassung, dass der Staat oder der Gesetzgeber nicht das Recht besitzt, Menschen zur Ableistung von Zwangsdiensten zu verpflichten. Bei diesem Argumentationsschema wird grundsätzlich negiert, dass der Staat das Recht besitzt, über die in seinem Machtbereich befindlichen Menschen wie über persönliche Ressourcen oder Besitzgegenstände zu verfügen. Es wird somit also letztlich die Legitimität der Dienstpflichtigengesetze bestritten, ihre Verabschiedung durch das Parlament als ein Akt gesetzgeberischer Kompetenzüberschreitung charakterisiert, also ausgedrückt, dass der Gesetzgeber etwas „zur Pflicht erhoben hat, das zur Pflicht zu erheben ihm nicht zustand“. Diese Haltung ist umstritten.
Daher sieht der Totalverweigerer seinen Akt als eine Form des übergesetzlichen Notstands, der sich aus der Differenz zwischen Legalität und Legitimität ergibt. Nach § 16 Wehrstrafgesetz stellt die daraus abgeleitete Tat des Totalverweigerers, nicht zum Dienst zu erscheinen, jedoch eine Straftat dar.
Die Totalverweigerung betrifft Wehrersatzdienste wie Zivildienst.
- Häufig wird von Totalverweigerern argumentiert, dass auch Wehrersatzdienstleistende im Falle eines Krieges in Kriegshandlungen eingebunden oder
- dass sie im Vergleich zu Wehrdienstleistenden benachteiligt würden.

- Weiterhin wird angeführt, dass der Ersatzdienst den Charakter einer Strafe für diejenigen, die keinen Militärdienst leisten, habe. Diese wird vom Betroffenen als ungerecht empfunden, da aus seiner Perspektive das Verweigern des Militärdienstes eine richtige, vom eigenen Gewissen vorgeschriebene Handlung darstellt.

In einzelnen Fällen ist aber auch ein persönlicher oder biografischer Hintergrund ausschlaggebend, der nicht unbedingt politisch oder religiös reflektiert sein muss, der aber ebenfalls zu einer unbedingten Ablehnung von Befehl und Gehorsam führen kann.
Die Totalverweigerung ist oft eine symbolische Handlung, der Totalverweigerer verzichtet bewusst auf andere, legale oder nicht strafrechtlich verfolgte Möglichkeiten, der Wehrpflicht zu entgehen, und nimmt damit ernstzunehmende Konsequenzen strafrechtlicher und gesellschaftlicher Art in Kauf.
- So werden in vielen Ländern sich offen als homosexuell zeigende Personen ausgemustert, was auch nicht homosexuellen Personen eine Möglichkeit bietet, den Wehrdienst zu vermeiden. Diese Ungleichbehandlung wird jedoch von vielen Totalverweigerern als diskriminierend abgelehnt und hat nicht die Form eines einklagbaren Rechts.
- Häufig wird durch Totalverweigerung auch gegen die als diskriminierend erachtete Beschränkung der Dienstpflicht auf Männer und die Beschränkung der Heranziehungspraxis auf junge Erwachsene protestiert.
- Anzutreffen ist auch Totalverweigerung aus Protest gegen die als willkürlich und/oder ungerecht empfundene Einberufungspraxis der Einberufungsbehörden oder
- Gegen die als ungebührlich erachtete Kompetenzdelegierung des Gesetzgebers an Verwaltungsbehörden (der Gesetzgeber ermächtigt die Musterungsärzte und Einberufungsbeamten faktisch dazu, durch ihre Entscheidung „tauglich“ oder „untauglich“ und „Einberufung“ oder „Nicht-Einberufung“ darüber zu bestimmen, ob Menschen massive Freiheitsbeschränkungen erleiden müssen oder ob diese ihnen erspart bleiben und ob Menschen überhaupt erst in die Situation kommen, gegen das Gesetz verstoßen zu können).

## Formen der Totalverweigerung
Die häufigsten Formen der Totalverweigerung in Deutschland waren:
- Verweigerung des Wehrdienstes, ohne eine Kriegsdienstverweigerung einzureichen
- Verweigerung des Wehrersatzdienstes (meist Zivildienst)
- Flucht ins Ausland

## Totalverweigerung in der Bundesrepublik Deutschland
In Hinblick auf die Aussetzung der Wehrpflicht in Deutschland ist die Totalverweigerung des Wehrdienstes nur noch ein theoretisches Thema. Die TKDV setzt voraus, dass kein KDV-Antrag gestellt wird, der trotz der Aussetzung der allgemeinen Wehrpflicht in Deutschland noch immer gestellt werden kann.

### Totalverweigerung zur Zeit der Wehrpflicht 1956 bis 2011
Falls die Bundeswehr des Totalverweigerers habhaft wurde, weil dieser am Dienstort erschien oder von Feldjägern oder der Polizei aufgegriffen wurde, wurde dieser in der Regel bei weiterer Befehlsverweigerung nach der Wehrdisziplinarordnung (WDO) vorläufig festgenommen, und es wurden vom zuständigen Disziplinarvorgesetzten mit Zustimmung des zuständigen Truppendienstgerichts bis zu 21 Tage Disziplinararrest als Disziplinarmaßnahme verhängt, oft mehrmals hintereinander; üblich waren lange Zeit 63 Tage Arrest, aber auch 84 Tage Arrest in Summe wurden mehrmals verhängt. Außerdem folgte regelmäßig ein Dienstverbot. Darüber hinaus wurde der Sachverhalt an die Staatsanwaltschaft abgegeben, welche ein ordentliches Gerichtsverfahren vor einem Strafgericht wegen Verdachts auf Gehorsamsverweigerung, ggf. auch anderer Straftatbestände (z. B. eigenmächtige Abwesenheit oder Fahnenflucht) im Sinne des Wehrstrafgesetzes (WStG) initiierte. Hierbei war eine Verurteilung zu einer Freiheitsstrafe möglich, die allerdings häufig zur Bewährung ausgesetzt wurde. Die Verurteilung führte zur anschließenden Entlassung aus der Bundeswehr.

### Verweigerung des Wehrersatzdienstes
Hier stellte der Wehrpflichtige nach oder während der Musterung einen KDV-Antrag. War dieser erfolgreich, das heißt, die Person wurde als Kriegsdienstverweigerer anerkannt, so entfiel die Wehrpflicht und an ihre Stelle trat die Wehrersatzpflicht, die der Totalverweigerer dann auch verweigerte. Der Verweigerer folgte dann nicht seiner Einberufung und erhielt nach einigen Monaten einen Strafprozess wegen Dienstflucht (§ 53 ZDG). Die Staatsanwaltschaft konnte Untersuchungshaft anordnen, da nach deren Auffassung der Schluss von Dienstflucht auf Fluchtgefahr und damit der Entziehung einer möglichen Strafe zulässig war.

### Flucht ins Ausland
Die Flucht ins Ausland hatte vergleichsweise geringe rechtliche Konsequenzen. Der Totalverweigerer konnte einige Jahre nicht nach Deutschland zurückkehren, und es konnten Probleme bei der Beschaffung wichtiger Papiere über deutsche Botschaften auftreten.
Vor der deutschen Wiedervereinigung war es möglich, nach West-Berlin zu ziehen, um ohne Auseinandersetzung mit dem Staat der Wehrpflicht zu entgehen.

### Nachträgliche Totalverweigerung
Nach Ableistung des Zivildienstes war prinzipiell vorstellbar, dass neue Umstände oder ein neuer Gewissensbildungsprozess einen früheren Zivildienstleistenden veranlassten, den Zivildienst nachträglich zu verweigern. Den Behörden bereiteten solche Anträge Mühe: Zwar besteht kein Recht auf Totalverweigerung, jedoch wird mit dem Antrag auch gegen kein Gesetz verstoßen, da die Dienstpflicht bereits erfüllt war.
Dokumentiert ist ein Fall, bei dem infolge der Militärintervention der NATO in der früheren Bundesrepublik Jugoslawien (Kosovo-Krieg) ein ehemaliger Zivildienstleistender nachträglich den Zivildienst verweigerte und einen präventiven Antrag auf Nicht-Einberufung stellte, sollte Jugoslawien völkerrechtsgemäß im Rahmen legaler Verteidigungsmaßnahmen auch die Bundesrepublik Deutschland attackieren. Der Antrag wurde mangels Rechtsschutzbedürfnisses vom Bundesamt für den Zivildienst abgelehnt. Andere rechtliche Konsequenzen gab es keine. Der Antragsteller nahm seinen Antrag und seine Totalverweigerung zurück, nachdem die Kampfhandlungen eingestellt worden waren und die Präsenz ausländischer Mächte durch die Vereinten Nationen legalisiert worden war.

### Konsequenzen
Die Totalverweigerung ist in Deutschland kein eigener als solcher benannter Straftatbestand. Sie gilt juristisch dennoch als strafrechtlich relevant und wurde vor Gericht meist unter der Anklage der Dienstflucht (bei Verweigerung des Zivildienstes) oder Gehorsamsverweigerung verhandelt. Im letzteren Falle kam es selten vor, dass die einzelnen Gehorsamsverweigerungen getrennt verurteilt werden. Es gab Rechtsanwälte, die sich auf die Verteidigung von Totalverweigerern spezialisiert hatten.
Je nach Verhalten des Totalverweigerers war ein Bundeswehr-Arrest oder Untersuchungshaft möglich, vor allem bei vorheriger Fahnen- oder Dienstflucht. So wurde im Mai 2007 der Student Jonas Grote mehrere Wochen in Arrest genommen.
Das Strafmaß für Totalverweigerer bewegte sich seit den 1990er Jahren in der Praxis zwischen drei und sechs Monaten Haft auf Bewährung beziehungsweise lief in einem Drittel der Fälle auf eine entsprechend hohe Geldstrafe hinaus. Ausreißer nach oben, auch ohne die Gewährung einer Bewährungsfrist, kamen vor, wurden aber fast immer von höheren Instanzen gemildert. Aufgrund des jungen Alters vieler Totalverweigerer kam oft das Jugendstrafrecht zur Geltung, was in den Augen mancher Totalverweigerer der Totalverweigerung die politische Bedeutung nehmen sollte, zum anderen aber für den Verurteilten den Vorteil hatte, keinen Eintrag im Führungszeugnis zu verursachen. Das Strafmaß konnte hier in sehr seltenen Fällen ein Jugendarrest sein, meist aber eine Geldstrafe oder bis zu 300 und mehr Sozialstunden, das heißt Arbeit in einer als gemeinnützig anerkannten, meist sozialen Einrichtung.
Das Problem der Doppelbestrafung (verboten nach Art. 103 Abs. 3 des Grundgesetzes (GG)), wenn eine zweite Einberufung und konsequenterweise wieder eine Totalverweigerung erfolgte, bestand lange Zeit und musste vom Bundesverfassungsgericht geklärt werden. Dieses stellte bereits 1968 fest, dass eine wiederholte Verurteilung nicht möglich ist, wenn die Verweigerung aus Gewissensgründen erfolgte (Beschluss vom 7. März 1968 – 2 BvR 354, 355, 524, 566, 567, 710/66 und 79, 171, 431/67 -23, 191).

## Totalverweigerung in der DDR
Die Deutsche Demokratische Republik führte 1962 die allgemeine Wehrpflicht ein. Zwei Jahre später, 1964, wurde die Möglichkeit geschaffen, als Bausoldat einen waffenlosen Dienst bei der Nationalen Volksarmee abzuleisten. Die DDR war damit das einzige Land des Ostblocks, das die Möglichkeit zur Verweigerung des Kriegsdienstes mit der Waffe anbot.
Wer als Totalverweigerer auch den Dienst als Bausoldat nicht antrat, musste mit einer Bestrafung rechnen. § 32 des Gesetzes über die allgemeine Wehrpflicht von 1962 sah eine Freiheitsstrafe bis zu drei Jahren vor. Das Wehrdienstgesetz von 1982 sah in § 43 eine Freiheitsstrafe von bis zu fünf Jahren vor. Überdies bot für sie der § 256 StGB-DDR (§ 256: Wehrdienstentziehung und Wehrdienstverweigerung.), eine zusätzliche Möglichkeit der Verurteilung und wurde ergänzend zum Wehrdienstgesetz herangezogen.
Üblich waren in der Praxis Freiheitsstrafen zwischen 18 und 22 Monaten. Damit war die Freiheitsstrafe ungefähr so lang wie der Wehrdienst selbst und der Totalverweigerer wurde für die Zeit des zu leistenden Dienstes im Gefängnis eingesperrt.
Zwischen 1962 und 1989 gab es zwar ungefähr 6000 Fälle von Totalverweigerung in der DDR, von denen jedoch nur 3144 verurteilt wurden. Dies lag daran, dass in manchen Fällen aus politischen Gründen auf eine Verurteilung verzichtet wurde. Es sollte nicht zu viel Aufsehen erregt werden, so dass es einige Fälle von Totalverweigerung gab, die straflos hingenommen wurden. Außerdem wollte das Politbüro des ZK der SED nicht zu viele kirchlich gebundene Häftlinge in den Gefängnissen wissen, dies betrachtete man als Unsicherheitsfaktor in den Gefängnissen selbst. Zeugen Jehovas, die regelmäßig Totalverweigerer waren, wurden in der DDR dagegen nicht geschont und nahezu immer verurteilt. Nach 1985 wurde die Praxis der Verurteilung der Totalverweigerer allerdings ausgesetzt.
Zu jeder Zeit musste man in der DDR als Totalverweigerer mit massiven gesellschaftlichen Nachteilen rechnen. Ein Studium an einer Hochschule der DDR war für Totalverweigerer grundsätzlich nicht möglich. Hinzu kamen weitere Nachteile etwa bei der Wohnungs- und Arbeitssuche, bei der Bestellung von Kraftfahrzeugen oder langlebigen Konsumgütern und ging bis hin zu einer Art Totalüberwachung des gesamten privaten Lebens. 

## Totalverweigerung international

### Finnland
Totalverweigerer in Finnland werden zu einer Gefängnisstrafe von Dauer des halben regulären Dienstes verurteilt.

### Schweiz
Ein Recht auf Kriegsdienstverweigerung aus Gewissensgründen wurde bis 1989 nicht anerkannt und Kriegsdienstverweigerung daher unter Strafe gestellt. Erst 1990 wurde durch ein Gesetz die Kriegsdienstverweigerung entkriminalisiert und ein „waffenloser Dienst“ eingeführt. Ein Bundesgesetz über den zivilen Ersatzdienst trat 1996 in Kraft.

### Spanien
Ein Militärdienst für alle, die „mili“, wurde schon 1835 eingeführt. Reiche Wehr„pflichtige“ hatten jedoch die Möglichkeit, sich gegen Geldleistung oder durch Anheuerung eines Ersatzmannes vom Dienst zu befreien. Das Militär war in der spanischen Bevölkerung wegen seiner antidemokratischen Rolle (als Kolonialmacht, als Stütze der Diktatur unter Franco) nie sonderlich beliebt. In den 1980er Jahren nahm die Zahl der Militärdienstverweigerer zu. Darauf wurde ein ziviler Ersatzdienst geschaffen. Wer diesen jedoch auch verweigerte, wurde als „insumiso“ bezeichnet und vom Staat mit Gefängnis von acht Monaten bis zwölf Jahren bestraft – später nur noch mit einer Geldbuße. Durch die zunehmende Demokratisierung Ende der 1980er Jahre wurde das Militär auch politisch infrage gestellt – die Rekrutierungen verkleinert, die Dienstzeit von zwölf auf neun Monate verkürzt. Im Jahre 1995 wurden 224.000 junge Männer gemustert, im Jahre 2000 nur noch 100.000 Personen. Davon verweigerten 15.000 den Dienst und ca. 80.000 ließen sich wegen Studiengründen zurückstellen. Seit Januar 2002 besteht das Militär in Spanien nur noch aus Berufssoldaten. Wie in Frankreich wurde aus wirtschaftlichen und politischen Gründen die allgemeine Wehrpflicht ausgesetzt.

### Simbabwe
Der ehemalige Staatspräsident Robert Mugabe ließ ab dem Jahr 2003 Schüler und Studenten für eine sechsmonatige Wehrpflicht zwangsrekrutieren. Alle Absolventen von Schulen und Universitäten, die den sechsmonatigen Waffendienst nicht abgeleistet haben, erhalten auch kein Abschlusszeugnis.

### Frankreich
Im revolutionären Frankreich sowie in der napoleonischen Ära wurden Totalverweigerer des Militärdienstes als Réfracteurs bzw. Réfractaires („Widerspenstige“, im erweiterten Sinne „Eidverweigerer“) verfolgt, analog jenen Priestern, die den Eid auf die republikanische Verfassung verweigert hatten (prêtres réfractaires). Unter der Bezeichnung Refrakteur fand der Begriff zeitweise auch Verwendung im deutschen Sprachraum.
Von 1945 bis 1962 wurden jedes Jahr etwa 50 Wehrdienstverweigerer inhaftiert, wobei von 1954 bis 1962 ein Kolonialkrieg in Algerien tobte. Ab 1963 erlaubte ein Gesetz die Wehrdienstverweigerung aus religiösen oder philosophischen Motiven; der Ersatzdienst währte doppelt so lange wie der Wehrdienst. Zugleich verbot Art. 50 jegliche Information über das Recht auf Wehrdienstverweigerung, um den Kreis möglicher Wehrdienstverweigerer möglichst klein zu halten (dieser Artikel war gültig bis 1974). Von 1964 bis 1970 gab es 705 Anträge auf Wehrdienstverweigerung, im Jahr 1971 waren es 621 Anträge. Von den anerkannten Wehrdienstverweigerern widersetzten sich ca. 60 bis 70 % auch der Einberufung zum Zivildienst. 1980 und 1981 verweigerten jeweils ca. 900 Männer den Wehrdienst. Davon traten 30 % den Zivildienst an und 50 % widersetzen sich der Einberufung. Aus wirtschaftlichen und politischen Gründen entschied die Regierung 1997 die Aussetzung der Wehrpflicht. Seit 2002 besteht das Militär aus Berufssoldaten.

### Israel
Mit Staatsgründung wurde für alle jungen Männer und junge Frauen die allgemeine Wehrpflicht festgelegt. Sie beträgt zurzeit für Männer drei Jahre und für Frauen 21 Monate. Ausgenommen von der Wehrpflicht sind die meisten israelischen Araber (ausgenommen Drusen) sowie alle nichtjüdischen, schwangeren, verheirateten oder orthodox-jüdischen Frauen. Bis 2014 waren auch ultra-orthodoxe (haredische) Männer vom Wehrdienst befreit. Nach Abschaffung dieser Regel wurde sie wieder eingeführt und 2017 erneut vom Obersten Gerichtshof als Verstoß gegen die Verfassung zurückgewiesen. Eine Neuregelung wird weiter verhandelt. Im Jahre 2005 dienten 168.000 Männer und Frauen in der Armee. Rechtlich ist es nur Frauen gestattet, die Wehrpflicht aus Gewissensgründen zu verweigern. Sie müssen dann aber einen zivilen Ersatzdienst (sherut leumi) von ein oder zwei Jahren leisten. Jedoch ist ein Drittel der Frauen, meist aus religiösen Gründen, vom Dienst befreit. Männer können als Alternative zur Kriegsdienstverweigerung innerhalb der Streitkräfte einen Posten außerhalb der Kampfeinheiten, z. B. beim Erteilen von Zivilschutzunterricht an Schulen, beantragen. Dagegen ist für Männer die Totalverweigerung des Militärdienstes ein langwieriger Prozess mit mehreren Anhörungen, an deren Ende sich der Verweigerer vor einem sogenannten Gewissens-Komitee zu verantworten hat. Es können Gerichtsverfahren folgen, an deren Ende der Verweigerer fast immer vom Wehrdienst befreit ist, aber unter Umständen mit einer Freiheitsstrafe von bis zu drei Jahren bestraft werden kann. Männer, die ihrer Wehrpflicht nicht nachkommen, werden gesellschaftlich geächtet und haben mit sozialer und beruflicher Benachteiligung zu rechnen. Ähnliches gilt für eine Ausmusterung infolge eines Konsums illegaler Drogen, auch sogenannter „weicher Drogen“.
Seit der zweiten Intifada stieg die Zahl der Total- und Teilverweigerer an. Die Aktion „Shministim“ (übersetzt Oberschülerbrief) hatte seit 2001 jedes Jahr mehrere hundert Unterzeichner, die sich weigerten, am Wehrdienst beziehungsweise an militärischen Aktionen gegen Palästinenser teilzunehmen. Die Verweigerer wurden anfangs noch außer Dienst gestellt, werden aber seit der großen Zunahme meist zu Freiheitsstrafen verurteilt. Auch bei Reservisten – der Reservedienst dauert jährlich einen Monat – wächst der Widerstand, in den besetzten Gebieten beziehungsweise überhaupt zu dienen. Im Jahresbericht 2007 wirft Amnesty International der israelischen Armee zahlreiche Fälle von Verstößen gegen das humanitäre Völkerrecht vor, darunter auch Kriegsverbrechen, sowie schwere Menschenrechtsverletzungen:

### Nordkorea
In Nordkorea ist der Wehrdienst für alle jungen Männer und Frauen obligatorisch. Ein Zivildienst existiert nicht. Weil kaum Nachrichten aus dem hermetisch abgeschirmten Land nach außen dringen, sind Fälle von Verweigerung und deren Konsequenzen nicht bekannt.

### Russland
In Russland besteht allgemeine Wehrpflicht. Die Zustände in der russischen Armee gelten als entwürdigend und gefährlich, da ein Schutz der Persönlichkeitsrechte dort nicht gewährleistet ist. Die Armee-Führung hat deshalb Probleme, genügend junge Männer zu rekrutieren. Viele ignorieren den Einberufungsbefehl, kaufen sich Atteste oder „tauchen ab“. Für das Jahr 2004 wurden rund 40.000 Deserteure vermutet, die sich durch Flucht dem Wehrdienst entziehen wollten. Ein anderer Teil der Rekruten begeht Selbstmord oder versucht, die Schikanen und Erniedrigungen des soldatischen Rangordnungssystems („dedowschtschina“) zu überstehen. Die genaue Anzahl von bekennenden Wehrdienst- und Totalverweigerern ist nicht bekannt.
1991 gründete sich die nicht-staatliche Organisation „St. Petersburger Soldatenmütter“ und machte die Missstände in der russischen Armee immer wieder öffentlich. Die Soldatenmütter setzen sich für Deserteure ein, geben Rechtsberatung für Betroffene und deren Familien und fordern die Abschaffung der Wehrpflicht. Sie weisen darauf hin, dass Menschen, die durch die sogenannte „Schule der russischen Armee“ gegangen sind, eigentlich therapeutische Hilfe brauchen. Nach dem Erlebnis dieser „Schule“ seien die jungen Männer traumatisiert oder verhaltensgestört und für ein ziviles Leben im Frieden untauglich. Dies sei auch Ursache der hohen häuslichen Gewalt in Russland.
1998 beeinflussten die Soldatenmütter eine Gesetzesneuerung, nach der Fahnenflüchtige in Härtefällen nicht mehr militärjuristisch bestraft werden dürfen.
Militärs und Staatsrechtler bewerten die Zustände dagegen anders: Der russische Verteidigungsminister Sergei Iwanow erklärte 2006 öffentlich: Die Armee befände sich nicht in einer Krise, „Tausende Mütter in Russland danken der Armee“.

### Südkorea
In Südkorea besteht Wehrpflicht für alle jungen Männer. Der Wehrdienst dauert 24 Monate und bis 2020 war es nicht möglich, einen zivilen Ersatzdienst abzuleisten. Wer den Wehrdienst verweigerte, wurde nach Auskunft der koreanischen Hauptwehrdienststelle in Daejeon in der Regel zu einer 36-monatigen Gefängnisstrafe verurteilt. Die tatsächlichen Freiheitsstrafen lagen aber unter diesem Wert. Nach der Haftentlassung hatte der Verweigerer mit massiven beruflichen und sozialen Nachteilen zu rechnen. In 15 % der Fälle wurden die Angeklagten entweder auf Bewährung verurteilt oder freigesprochen. Ein Freispruch erfolgte gewöhnlich aber nicht bei bekennender Verweigerung, sondern nur dann, wenn der Angeklagte glaubhaft darlegen konnte, dass er beispielsweise den Einziehungsbescheid nicht bekommen hat.
Im Jahre 2006 verbüßten 1.186 Wehrdienstverweigerer, Anfang 2008 etwa 733 Wehrdienstverweigerer eine Gefängnisstrafe, die überwiegende Zahl von ihnen aus religiösen Gründen. Meist handelt es sich um Zeugen Jehovas. Daneben gibt es junge Männer, die den Wehrdienst aus ethischen Gründen ablehnen oder weil sie erhebliche Schikanen beim Militär befürchten (z. B. als Homosexuelle).
Der Schock des Koreakrieges (1950–1953), der durch einen Überfall des kommunistischen Nachbarstaates im Norden ausgelöst wurde, die Hochrüstung des Nordens mit 1,2 Millionen aktiven Soldaten und die wiederholten Drohungen der dortigen Machthaber mit Atomwaffen veranlassen die ältere und einen großen Teil der mittleren Generation, militärische Stärke und Kampfbereitschaft zu fordern. Die Mehrheit der koreanischen Bevölkerung und die konservative Oppositionspartei treten daher für die uneingeschränkte Wehrpflicht ein.
Staatspräsident Roh Moo-hyun und Abgeordnete der Regierungspartei strebten dagegen eine Änderung der Verfassung mit dem Ziel an, einen angemessenen Zivildienst als Alternative zum Militärdienst einzuführen. Auch die von der Regierung eingesetzte Menschenrechtskommission empfahl 2005 die Schaffung eines Zivildienstes. Ein Gesetzesvorschlag aus dem Jahre 2007 sah einen dreijährigen Ersatzdienst vor. (Dies nach der Berechnungsgrundlage: 24 Monate Wehrdienst plus 12 Monate Gefängnis für Verweigerer = 36 Monate Zivildienst) Wegen der massiven Einschränkung der Menschenrechte hat Amnesty International für einige der Wehrdienstverweigerer eine Patenschaft übernommen. Im Jahr 2020 wurde der Zivildienst nach dem Plan von 2007 mit einer Dauer von 36 Monaten eingeführt, es handelt sich um die längste Dauer eines Zivildienstes weltweit.

### Türkei
Totalverweigerer, die sich vom Wehrdienst nicht freikaufen können oder wollen, werden zu einer Gefängnisstrafe verurteilt.

### Monografien
- Spiegel, Egon: Warum ich als Christ nicht Zivildienst leisten kann, in: Arbeitsstelle der katholischen Seelsorge für Zivildienstleistende (Zdl) 4 (1976), 35-46
- Spiegel, Egon / Hahn, Ullrich: Zivildienst - Kriegsdienst ohne Waffen, in: Zentralstelle der katholischen Seelsorge für Zivildienstleistende (Zdl) 2 (1975), 55-58
- Spiegel, Egon: Ein Fall von Musterungsverweigerung, in: Zentralstelle der katholischen Seelsorge für Zivildienstleistende (Zdl.) 1 (1975), 20-24
- Gruppe Kollektiver Gewaltfreier Widerstand gegen Militarismus (Hrsg.): Widerstand gegen die Wehrpflicht. Texte und Materialien. 1. Auflage ca. 1976. 6. völlig neu bearbeitete Auflage. Verlag Weber & Zucht, Kassel 1982, ISBN 3-88713-002-2.
- Christoph Rosenthal: Vielleicht ist der Friede nicht billiger zu haben. Über eine totale Kriegsdienstverweigerung. Verlag Die Werkstatt, Göttingen 1982, ISBN 3-923478-01-1.
- EAK – Evangelische Arbeitsgemeinschaft zur Betreuung der Kriegsdienstverweigerer: Stichwort Totalverweigerung. Dokumentation einer Arbeitstagung der EAK. Selbstverlag, Bremen 1980, 57 Seiten.
- Norbert Heitkamp (Hrsg.): Trotz alledem! Dokumentation einer Totalverweigerung (Zivildienstverweigerung). Schriftenreihe Zeitgeschichtliche Dokumentation Verlag, Münster 1982.
- Christoph Rosenthal (Hrsg.): Totalverweigerung und Kirche – Eine Dokumentation. Selbstverlag, Göttingen 1982, 74 Seiten.
- Zivildienstleistende im Sozialen Friedensdienst (Hrsg.): „Jeder Mensch hat ein Gewissen“. Dokumentation einer Totalverweigerung: Thomas Hansen. Selbstverlag, Gelsenkirchen 1983.
- Ermittlungsausschuss Hildesheim: Armin Juri Hertel.Totalverweigerer. Abgeurteilt zu 18 Mon. Knast. Dokumente der Unmenschlichkeit. Selbstverlag, Hildesheim 1983.
- Christoph Bausenwein: Dienen oder Sitzen. Ein Weißbuch zur Totalverweigerung. Selbstverlag, Nürnberg 1982, 360 Seiten.
- Calumet-Texte: Informationen zur Kriegsdienstverweigerung: Die Wehr-Erfassung/sverweigerung. Selbstverlag, Hamburg Herbst 1985, 165 Seiten.
- graswurzelrevolution: Sonderheft Widerstand gegen die Wehrpflicht. Hamburg 1987, ISSN 0344-2683.
- Christoph Rosenthal (Hrsg.): Friedenstäter. Kriegsdienstverweigerer berichten über Verfolgung und Haft. Verlag Die Werkstatt, Göttingen 1984, ISBN 3-923478-09-7.
- Christian Herz: Totalverweigerung. Eine Streitschrift für die totale Kriegsdienstverweigerung. Hrsg.: Komitee für Grundrechte und Demokratie, Sensbachtal. 1. Auflage 1989, 5. Auflage 1995, ISBN 3-88906-034-X.
- Christian Herz: Kein Frieden mit der Wehrpflicht. Entstehungsgeschichte, Auswirkungen und Abschaffung der allgemeinen Wehrpflicht. Münster 2003, ISBN 3-89688-165-5
- Dirk Wildgruber: Ein Desertör berichtet. Dokumentation einer kollektiven Wehrpflichtverweigerung. Selbstverlag, Hamburg 1990, 108 Seiten.
- Dietrich Bäuerle (Hrsg.): Totalverweigerung als Widerstand. Motivation, Hilfen, Perspektiven. Fischer Taschenbuch Verlag, Frankfurt 1988, ISBN 3-596-23873-0.
- Hans Georg Ruhe: Mit mir ist nicht zu rechnen. Ersatzdienst und Totalverweigerung. Patmos Verlag, Düsseldorf 1989, ISBN 3-491-79405-6.
- Andreas Ciesielski (Hrsg.): „…und er sagt Nein!“ Mit einem Vorwort von Günter Wallraff. Scheunen-Verlag, Kückenshagen 1993, ISBN 3-929370-13-1.
- Die Grünen im Bundestag (Hrsg.): Abschreckungspolitik contra Gewissensfreiheit. Dokumentation zur Situation totaler Kriegsdienstverweigerer in der BRD 1983/1984. Bonn 1984.
- Albert Krölls (Hrsg.): Die Ersatzdienstverweigerung der Zeugen Jehovas. In: Kriegsdienstverweigerung. Das unbequeme Grundrecht. Europäische Verlagsanstalt, Frankfurt am Main 1980, ISBN 3-434-00440-8, Seiten 207–211.
- Gandhi-Informations-Zentrum (Hrsg.): Manifest gegen die Wehrpflicht und das Militärsystem. Berlin 2001, ISBN 3-930093-17-0, 119 Seiten.
- Jan & Bewi: Totalverweigerung. Syndikat-A Verlag, Moers 2001.
- Jacques Prevert: Befehlsverweigerung. Ein Unterhaltungsroman. Qumran Verlag, Frankfurt am Main und Paris 1981, ISBN 3-88655-158-X.

Rechtsthemen
- Dr. Klaus Ewald (Hrsg.): Ersatzdienstverweigerung und Bekenntnisfreiheit. Ein Beitrag zur Auslegung von Art. 4 GG. Athenäum Verlag, Frankfurt 1970.
- Ullrich Hahn: Die Bestrafung von Gewissenstätern im Bereich der KDV. Sonderdruck ami-Rechtsteil. ami-Verlag, Berlin Juli 1985, ISSN 0342-5789.

Frankreich
Literatur:
- Insoumission Collectice International (Hrsg.): l’insoumission collective international. Selbstverlag, Bruxelles 1974, 56 Seiten.
- Mouvement International de la Reconciliation – MIR (Hrsg.): conscience socialiste et insoumission. des insoumis s’adressent aux organisations politique et syndicales de la gauche. Antony, 4e trimestre 1974. 44 Seiten. Depot legal no. 34–346.
- Pierre Martial (Hrsg.): Des insoumis totaux parlent. Cavales Insoumises. Avis de Recherche, Paris 1982, 174 Seiten, ISSN 0248-3475.
- Michel Auvray (Hrsg.): Objecteurs, insoumis, deserteurs. Histoire des refractaires en France. Editions Stock, Paris 1983, ISBN 2-234-01652-5, 439 Seiten.

Totalverweigerung in der Deutschen Demokratischen Republik (1949 bis 3. Oktober 1990)
- Bernd Eisenfeld: Kriegsdienstverweigerung in der DDR – ein Friedensdienst? Genesis, Befragung, Analyse, Dokumente. Haag + Herchen, Frankfurt 1978, ISBN 3-88129-158-X, 190 Seiten + Anhang.
- Anonym: Krieg ist schlimmer als Knast. Aufruf eines Totalverweigerers aus der DDR. In: Klaus Ehring, Martin Dallwitz (Hrsg.): Schwerter zu Pflugscharen. Friedensbewegung in der DDR. Rowohlt Taschenbuch Verlag, Hamburg 1982, ISBN 3-499-15019-0, S. 138–144
- ami-Verlag (Hrsg.): Totalverweigerung BRDDR. Heft 10, Berlin Oktober 1990, ISSN 0342-5789, 60 Seiten.
- Uwe Koch, Stephan Eschler: Zähne hoch Kopf zusammenbeissen. Dokumente zur Wehrdienstverweigerung in der DDR 1962–1990. Scheunen-Verlag, Kückenshagen 1994, ISBN 3-929370-14-X, 260 Seiten.
- Landesbeauftragte für die Unterlagen des Staatssicherheitsdienstes der ehemaligen DDR in Sachsen-Anhalt und Mecklenburg-Vorpommern (Hrsg.): Uwe Koch: Das Ministerium für Staatssicherheit, die Wehrdienstverweigerer der DDR und die Bausoldaten der Nationalen Volksarmee. 177 Seiten. November 1997.

### Periodika
- KGW Rundbrief: Gruppe Kollektiver Gewaltfreier Widerstand gegen Militarismus (KGW), Hamburg. Veröffentlichung eingestellt.
- Sag Nein! – blatt zur totalen Kriegsdienstverweigerung: Freundeskreis Wehrdienst-Totalverweiger (FWTV), Region Berlin. Selbstverlag, Berlin. Veröffentlichung eingestellt.
- tilt – Wehrpflicht Zwangsdienste Militär: (Hrsg.) Selbstorganisation der Zivildienstleistenden (SOdZDL), Mit uns gegen die Wehrpflicht e. V., Internationale der Kriegsdienstgegner/innen (IDK) e. V., Deutsche Friedensgesellschaft-Vereinigte KriegsdienstgegnerInnen (DFG-VK), Gruppe Frankfurt/Main. Berlin 1995. – Veröffentlichung eingestellt.
- illoyal – Journal für Antimilitarismus: Mit uns gegen die Wehrpflicht e. V., ViertelJahreszeitschrift. Berlin, Frühjahr 1997 – Herbst 2002. Veröffentlichung eingestellt. ISSN 1434-2871.
- Ohne uns – Zeitschrift zur Totalen Kriegsdienstverweigerung (online-Präsenz)

### Archive
- Archiv aktiv, Hamburg
- Umwelt-Bibliothek, Berlin.
- Dokumentationsstelle für unkonventionelle Literatur (DFG-Sondersammelgebiet) in der Bibliothek für Zeitgeschichte in der Württembergischen Landesbibliothek, Stuttgart

### Presseveröffentlichungen
- Une groupe d’insoumis europeens denouce les „alliances militaires international“. In: Le Monde v. 3. Oktober 1974, Paris.
- Michael Schroeren: Gemeinsam total verweigern. Internationaler Kollektiver Widerstand gegen Militarismus. In: Junge Europäische Föderalisten (JEF) (Hrsg.): Forum Europa Nr. 3/4. März/April 1975.
- Klaus Fröbe: Totalverweigerer, Doppelverweigerer, Verweigerung der Zivildienstüberwachung. In: Bundesamt für Zivildienst (Hrsg.): Der Zivildienst. Nr. 5, 1982, Seiten 9–10.
- Wehrpässe brannten auf dem Stoltzeplätzchen. Eine Demonstration von Totalverweigerern. In: Frankfurter Neue Presse, 10. Mai 1982.
- Werner Neumann: „Der Mehrfachbestrafung von Verweigerern die Tür geöffnet“. Bundesverfassungsgericht weist Beschwerde gegen zweimalige Verurteilung Thomas Hansens ab / Beschluss löst Empörung aus. In: Frankfurter Rundschau 7. Januar 1983.
- urs: Der Wunsch des Verteidigungsministeriums wird zur Rechtsgrundlage. 12 Monate Knast für Totalverweigerer. In: die tageszeitung. 7. Mai 1984.
- Günter Werner: Die mehrfache Bestrafung totaler Verweigerer in: Frankfurter Rundschau Nr. 295 v. 20. Dezember 1985.
- Jutta Duhm-Heitzmann: Im Teufelskreis. In: Zeitmagazin Nr. 27, 27. Juni 1986. Zeitverlag Gerd Bucerius, Hamburg.
- Werner Neumann: Bei den Zeugen Jehovas setzen sie an. Die totale Verweigerung der Wehrpflicht und das Problem der Mehrfachbestrafung. In: Frankfurter Rundschau 5. Dezember 1986.
- Komitee für Grundrechte und Demokratie e. V.: Der Gewissensbegriff des Gerichts läßt ihm keine Chance. Die Petition zugunsten des Totalverweigerers Christoph Bausenwein. In: Frankfurter Rundschau 24. September 1986.
- Martin Gold: Wenn Kriegsmächtige an dir ohnmächtig werden. In: Deutsche Jugendpresse e. V. (Hrsg.): Kriegsdienstverweigerung. 1. Auflage. Bonn 1992, ISBN 3-9802980-0-0, Seiten 28–29
- Detlev Beutner: Entwicklungen im Bereich Totalverweigerung 96/97. In: DFG-VK (Hrsg.): 4/3 – Fachzeitschrift zu KDV, Wehrdienst und Zivildienst. Ausgabe 1/1997. Velbert, ISSN 0176-8662.
- xx: Verfassungsbeschwerde wegen Nichtbeachtung der Gewissensfreiheit in Strafverfahren gegen Totalverweigerer. In: DFG-VK (Hrsg.): 4/3 Fachzeitschrift. Ausgabe 3/1997. Bonn, ISSN 0176-8662.
- Stephan Philipp: Die Wehrpflicht ist das Problem, nicht die Totalverweigerung. In: DFG-VK (Hrsg.): 4/3 Fachzeitschrift. Ausgabe 3/1998. Bonn, ISSN 0176-8662,
- Detlev Beutner: „Ich kann dem Vortrag des Angeklagten nicht mehr folgen“. Protokoll einer Verhandlung gegen einen Totalverweigerer. In: DFG-VK (Hrsg.): 4/3 Fachzeitschrift. Ausgabe 4/1999. Bonn, ISSN 0176-8662.
- Christian Herz: Sagt Nein! Die Entwicklung der Totalverweigerung in der BRD zwischen Anspruch und Wirklichkeit. in: FriedensForum Nr. 5, Hrsg.: Netzwerk Friedenskooperative, Bonn 2004.

### Audio-Video
- Michael Enger: Der unbequeme Weg, Langzeitdokumentation über Totale Kriegsdienstverweigerer in der BRD und der DDR, 90 Minuten, 1987–91, (Fernsehausstrahlung: DFF, 60 Min, 1991; SAT 1, 30 Min, 1993)